# Far de sa Creu
Der Far de sa Creu ist ein Leuchtturm auf der spanischen Baleareninsel Mallorca. Er wurde 1864 auf einem Kap an östlichen Seite der Bucht von Sóller bei Port de Sóller eingeweiht. Ein Neubau ist seit 1945 in Betrieb. Der Turm ist unter der internationalen Nummer E-0288 sowie der nationalen Kennung 35380 registriert und bestrahlt einen Sektor von 88 bis 160 Grad.

## Geschichte und Architektur
Das Projekt für den ersten Leuchtturm 6. Ordnung wurde von Emili Pou y Bonet entworfen und 1862 genehmigt. Der neun Meter hohe runde steinerne Leuchtturm wurde am 15. September 1864 auf dem östlichen Kap an der Hafeneinfahrt eröffnet. Da man 1865 feststellte, dass die Lage an einem Blowhole und die bei Nord-West Stürmen bis zu 30 m hohen auftürmenden Wellen das Gebäude unmittelbar gefährdeten, zog der Leuchtturmwärter in nahe gelegene Unterkünfte. Der auf der gegenüberliegenden Seite der Bucht erbaute Leuchtturm Far del Cap Gros und der Leuchtturm Far de sa Creu waren die ersten Leuchttürme der Balearen, die ab Januar 1918 mit Elektrizität versorgt wurden. Durch Probleme mit der Verkabelung musste das Reservesystem mit einer petroleumbetrieben Maris-Lampe fast jede Nacht für einige Stunden in Betrieb genommen werden. 
Ab 1923 war der Leuchtturm unbemannt. In der näheren Umgebung gelegene Hütten aus der Bauzeit des Turms dienten als Wohnungen für die Leuchtturmwärter und ihre Familien. 1928 wurde ein neuer Leuchtturm geplant und neue Wohnungen gebaut. Der Turm wurde am 30. Mai 1945 in Dienst gestellt.